# Джим Плейфейр
Джим Плейфейр (англ. Jim Playfair, нар. 22 травня 1964, Форт Сент-Джеймс) — колишній канадський хокеїст, що грав на позиції захисника. Згодом — хокейний тренер.

## Ігрова кар'єра
Хокейну кар'єру розпочав 1981 року в ЗХЛ.
1982 року був обраний на драфті НХЛ під 20-м загальним номером командою «Едмонтон Ойлерс». 
Протягом професійної клубної ігрової кар'єри, що тривала 10 років, захищав кольори команд «Едмонтон Ойлерс» та «Чикаго Блекгокс».
Загалом провів 21 матч у НХЛ.

## Тренерська робота
2006 року розпочав тренерську роботу в НХЛ. Працював з командою «Калгарі Флеймс». З 13 червня 2011 асистент головного тренера «Аризона Койотс».

## Досягнення
Володар Кубка Колдера, як тренер, у складі клубу «Сент-Джон Флеймс» (2001).

## Статистика
| Сезон        | Клуб                    | Ліга         | Регулярний сезон | Регулярний сезон | Регулярний сезон | Регулярний сезон | Регулярний сезон | Плей-оф | Плей-оф | Плей-оф | Плей-оф | Плей-оф |
| Сезон        | Клуб                    | Ліга         | І                | Г                | П                | О                | ШХ               | І       | Г       | П       | О       | ШХ      |
| ------------ | ----------------------- | ------------ | ---------------- | ---------------- | ---------------- | ---------------- | ---------------- | ------- | ------- | ------- | ------- | ------- |
| 1981–82      | «Портленд Вінтергокс»   | ЗХЛ          | 70               | 4                | 13               | 17               | 121              | 15      | 1       | 2       | 3       | 21      |
| 1982–83      | «Портленд Вінтергокс»   | ЗХЛ          | 63               | 8                | 27               | 35               | 218              | 14      | 0       | 5       | 5       | 16      |
| 1983–84      | «Едмонтон Ойлерс»       | НХЛ          | 2                | 1                | 1                | 2                | 2                | —       | —       | —       | —       | —       |
| 1983–84      | «Портленд Вінтергокс»   | ЗХЛ          | 16               | 5                | 6                | 11               | 38               | —       | —       | —       | —       | —       |
| 1983–84      | «Калгарі Ренглерс»      | ЗХЛ          | 46               | 6                | 9                | 15               | 96               | 4       | 0       | 1       | 1       | 2       |
| 1984–85      | «Нова Шотландія Ойлерс» | АХЛ          | 41               | 0                | 4                | 4                | 107              | —       | —       | —       | —       | —       |
| 1985–86      | «Нова Шотландія Ойлерс» | АХЛ          | 73               | 2                | 12               | 14               | 160              | —       | —       | —       | —       | —       |
| 1986–87      | «Нова Шотландія Ойлерс» | АХЛ          | 60               | 1                | 21               | 22               | 82               | —       | —       | —       | —       | —       |
| 1987–88      | «Чикаго Блекгокс»       | НХЛ          | 12               | 1                | 3                | 4                | 21               | —       | —       | —       | —       | —       |
| 1987–88      | «Сагіноу Гокс»          | ІХЛ          | 50               | 5                | 21               | 26               | 133              | —       | —       | —       | —       | —       |
| 1988–89      | «Чикаго Блекгокс»       | НХЛ          | 7                | 0                | 0                | 0                | 28               | —       | —       | —       | —       | —       |
| 1988–89      | «Сагіноу Гокс»          | ІХЛ          | 23               | 3                | 6                | 9                | 73               | 6       | 0       | 2       | 2       | 20      |
| 1989–90      | «Індіанаполіс Айс»      | ІХЛ          | 67               | 7                | 24               | 31               | 137              | 14      | 1       | 5       | 6       | 24      |
| 1990–91      | «Індіанаполіс Айс»      | ІХЛ          | 23               | 3                | 4                | 7                | 31               | —       | —       | —       | —       | —       |
| 1991–92      | «Індіанаполіс Айс»      | ІХЛ          | 23               | 1                | 1                | 2                | 53               | —       | —       | —       | —       | —       |
| Усього в НХЛ | Усього в НХЛ            | Усього в НХЛ | 21               | 2                | 4                | 6                | 51               | —       | —       | —       | —       | —       |

## Тренерська статистика
| Сезон   | Команда | Ліга | Регулярний сезон | Регулярний сезон | Регулярний сезон | Регулярний сезон | Регулярний сезон | Регулярний сезон | Плей-оф                  |
| Сезон   | Команда | Ліга | І                | В                | П                | ПОТ              | О                | Результат        | Результат                |
| ------- | ------- | ---- | ---------------- | ---------------- | ---------------- | ---------------- | ---------------- | ---------------- | ------------------------ |
| 2006–07 | Калгарі | НХЛ  | 82               | 43               | 29               | 10               | 96               | 3-є в ПЗД        | Поразка в першому раунді |